# Komturzy starochełmińscy
Jest to chronologiczna lista komturów zakonu krzyżackiego sprawujących władzę w rejonie Starego Chełmna od powstania komturstwa do roku 1310:
Komturzy starochełmińscy:
- Jan 1251
- Wolbert 1253–1254
- Konrad 1270
- Syntold 1274
- Jan von Bydowen 1278
- Arnold Kropf 1282–1283
- Herman von Bornstedt 1285
- Zygfryd von Rechberg 1288
- Eberhard 1294–1295
- Jan von Waldeser 1298–1299
- Henryk 1306
- Dytryk von Lichtenhain 1310